# Seigneurie de Soulanges
Pour les articles homonymes, voir Soulanges.

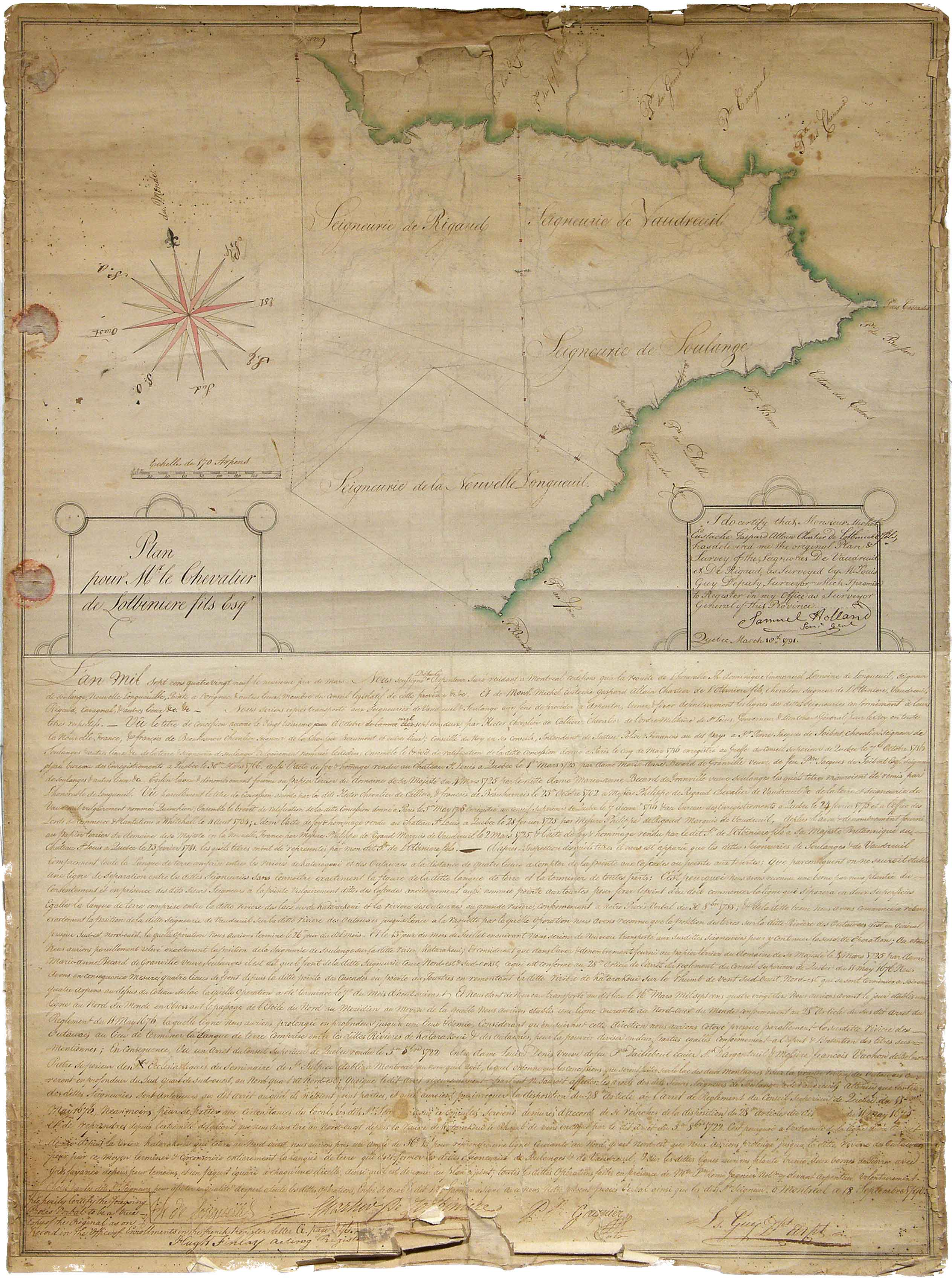
Carte de la région de Vaudreuil-Soulanges, 1791

La seigneurie de Soulanges était une seigneurie en Nouvelle-France. Elle était située dans l'actuelle municipalité régionale de comté de Vaudreuil-Soulanges en Montérégie (Suroît).

## Toponymie
Le nom de la seigneurie est donné par Pierre-Jacques Joybert de Soulanges et de Marson, à qui elle est concédée initialement, en rappel de sa seigneurie qu'il possède déjà en Champagne.

## Géographie
La seigneurie de Soulanges prend la forme d'un triangle dont les dimension correspondent à 4 lieues de front sur 6 lieues de profondeur sur la presqu'île de Vaudreuil-Soulanges, sur la rive gauche du fleuve Saint-Laurent à l'ouest de l'embouchure de la rivière des Outaouais. À la hauteur de la seigneurie, le fleuve est agité par les rapides. La seigneurie est bornée au nord par la seigneurie de Vaudreuil et à l'ouest par la seigneurie de la Nouvelle-Longueuil. Elle correspond aux territoires des municipalités actuelles de Saint-Clet, Coteau-du-Lac, Les Cèdres et de Pointe-des-Cascades. Une partie du territoire de la paroisse de Saint-Télesphore est sur une frange du territoire de la seigneurie de Soulanges,.

## Histoire
Dès 1626, un missionnaire allant souvent en Huronie propose de passer par le fleuve Saint-Laurent et le lac Saint-François plutôt que par l'Outaouais même si le parcours est plus difficile en raison de la présence des rapides, puisque cela raccourcit à l'époque de quinze jours la durée du trajet.
En 1701, Pierre Jacques Joybert de Soulanges et de Marson prend l'initiative de demander au roi la concession de la «pointe de la langue de terre qui sépare la grande rivière», puisque le fleuve Saint-Laurent et la rivière des Outaouais sont à cette époque considérés comme deux branches d'une même grande rivière, qui serait partagée entre lui et Philippe de Rigaud de Vaudreuil, lequel est l'époux de sa sœur, Louise-Élisabeth de Joybert de Soulanges et de Marson. Les deux seigneuries sont concédées simultanément et la définition de leur délimitation les renvoie l'une à l'autre,.
Le moulin à eau Callières di Jasmin à Coteau-du-Lac aurait été construit au début du XVIIIe siècle. Dès 1719, des habitants vivent dans la «seigneurie de Mme de Soulanges». Les terres sont excellentes et on commence à défricher celles «qui sont sur la rive septentrionale» du Saint-Laurent. En 1721 est construite une première chapelle en bordure du rapide. Les Le Moyne de Longueuil sont propriétaires terriens de trois seigneuries, soit outre Soulanges les seigneuries de la Nouvelle-Longueuil et de la Pointe-à-l'Orignal auxquelles s'ajoute le canton de Newton acquis en 1805, ils mettent en valeur et tirent l'essentiel de leurs revenus de la seigneurie de Soulanges.
En 1833 a lieu l'érection canonique de la paroisse de Saint-Joseph-de-Soulanges qui couvre une partie du territoire de la seigneurie. Le régime seigneurial est aboli en 1854.

## Seigneurs
| Période   | Seigneur                                                               |
| --------- | ---------------------------------------------------------------------- |
| 1702-1703 | Pierre-Jacques Joybert de Soulanges et de Marson                       |
| 1703-1728 | Marie-Anne Bécart de Granville et Marie-Geneviève Joybert de Soulanges |
| 1728-1768 | Paul-Joseph Le Moyne                                                   |
| 1768-1807 | Joseph-Dominique-Emmanuel Le Moyne de Longueuil                        |
| 1807-1832 | Jacques-Philippe Saveuse de Beaujeu                                    |
| 1832-1865 | Georges-René Saveuse de Beaujeu                                        |
| 1865-1884 | Georges-Raoul-Léotale-Guichart-Humbert Saveuse de Beaujeu              |

Le comte Quiquerand et le vicomte Raoul de Beaujeu sont les dernières générations de cette famille de la noblesse de la Nouvelle-France à demeurer au manoir de Coteau-du-Lac, ce jusqu'au début du XXe siècle.

## Postérité
Plusieurs entités rappellent aujourd'hui l'existence de la seigneurie de Soulanges, notamment la Résidence de la Seigneurie de Soulanges à Saint-Polycarpe, le Camping Seigneurie de Soulanges à Coteau-du-Lac.